# Danijel Uvanović
Danijel Uvanović (Trst, 22. kolovoza 1908. – Beograd, 30. siječnja 1948.) bio je hrvatski matematičar, fizičar i novinar.

## Životopis
Danijelov otac Ivan došao je u pustinju Blaca na otoku Braču iz iz Prika. Ivan je tamo oženio Mariju, sestru don Nike Milićevića (mlađeg). Ivan je zatim otvorio gostionicu u Trstu gdje su mu se rodili sinovi Danijel (1908.) i Dragutin (1910.). Po izbijanju Prvog svjetskog rat, Marija se sa sinovima nastanila u Blacima kod svog strica don Nike Milićevića (starijeg). U to je vrijeme njezin suprug Ivan bio mobiliziran u austrijsku vojsku. Godine 1917. sele se u Split, a zatim u Slavonski Brod. Tamo je 1919. godine završio osnovnu školu.
Danijel je u Slavonskome Brodu pohađao gimnaziju da bi zatim prešao u realnu gimnaziju u Križevcima. Godine 1927. na Filozofskom fakultetu u Zagrebu upisuje studij matematike i fizike. Već tadad je počeo pisati stručne radove iz tih područja. Početkom 1928. napisao je opsežan znanstveni rad iz područja Einsteinove opće teorije relativnosti. U svojim se radovima svrstao među one koji su se kritički odnosili prema Einsteinovoj teoriji te je dokazivao kako se brojne tvrdnje iz navedene teorije mogu izvesti i iz klasične fizike. Zbog navedenog je rada već kao student postao član „Circolo matematico di Palermo”. U to je vrijeme uspostavljao veze s brojnim znanstvenicima u Aziji i Europi. Između ostalih bio je u kontaktu s indijskim dobitnikom Nobelove nagrade Čandrasekarom Venkatom Ramanom. Od 1927. do 1930. je bio član Upravnoga odbora Hrvatskog katoličkog akademskog društva Domagoj.
Nakon završenog šestog semestra studija zapao je u financijske poteškoće. Do tad se uzdržavao davajući instrukcije drugima te se od 1. srpnja 1930. zaposlio se kao novinar u dnevniku „Hrvatska straža”. Najprije je radio kao urednik rubrike lokalnih vijesti, a od 1932. objavljivao je članke iz područja znanosti i tehnike. Tada je napustio studij matematike i fizike te upisao studij prava. Studij prava je studirao naredna dva semestra. Studij matematike i fizike prekinuo je zbog sukoba s profesorom Varićakom u svezi s Einsteinovom teorijom relativnosti. Iako mu je bilo ponuđeno da ode u Beograd dovršiti studije, Uvanović je to odbio. Od 1937. do 1940. bio je odgovorni urednik „Hrvatske straže”. Nakon toga je bio odgovorni urednik „Hrvatskog glasa” do 20. svibnja 1941. godine. Godine 1936. služio je Školu rezervnih pješačkih časnika u Bileći.
Godine 1943. postavljen je za nadstojnikom Hrvatskog dojavnog ureda „Croatia”. Dana 20. kolovoza 1943. primljen je u redovno članstvo Hrvatskoga novinarskog društva. U raznim je časopisima napisao preko 300 stručnih članaka.
Dana 6. svibnja 1945. napušta Zagreb. Nakon što je došao u Celovec, a zatim u Krumpendorf. Nakon toga je 25. svibnja 1945. odvezen prema Udinama, pa prema Bariju. Zatim je otpremljen u logor u Grotaglie, a početkom srpnja u logor Tricase (Porto). Tamo ostaje do 15. kolovoza 1945. godine kada odlazi u Rim. U siječnju 1947. dobio je vizu za odlazak u Argentinu, ali nikada nije otišao jer nije imao novaca. Uhitila ga je britanska specijalna policija u Rimu 26. ožujka 1947. te je izručen vlastima FNRJ 27. travnja 1947. godine. U Rimu ga je prokazap policijskim vlastima S. Clissold inače njegov poznanik iz predratnog Zagreba koji je bio britanski diplomatski djelatnik.
Javno tužiteljstvo za grad Zagreb podiglo je optužnicu protiv njega 23. listopada 1947. godine. Optužnica mu je uručena 25. listopada 1947., a potpisao ju je javni tužitelj za grad Zagreb Vlado Ranogajec. Glavna rasprava održana je 28. listopada 1947. godine te je Uvanović osuđen strijeljanjem, trajnim gubitkom političkih i građanskih prava te konfiskacijom imovine. Uvanović se žalio na presudu, ali je Vrhovni sud 10. studenog 1947. potvrdio prvostupanjsku presudu. Nakon toga je učinjena molba za pomilovanje Prezidijumu FNRJ, ali je Predsjedništvo Prezidijuma Narodne Skupštine FNRJ na sjednici od 1. prosinca 1947. u Beogradu donijelo je odluku da se molbe ne uvaže. Smrtna kazna izvršena je 30. siječnja 1948. godine. Kazna je izvršena strijeljanjem u 1:00 sat.
Dana 10. srpnja 1945. njegova supruga Katarina Zlata (rođ. Ćubelić) osuđena je na smrt te isti dan ubijena.

## Djela
- „Današnji pogledi na strukturu svemira” (1942.)[8]

### Knjige
- skupina autora. 1997. Tko je tko u NDH. Minerva. Zagreb.

### Članci
- Hanžek, Branko; Dadić, Žarko. 2011. Fizičar i publicist Danijel Uvanović – prilog znanstvenom i političkom životopisu s bibliografijom radova. Časopis za suvremenu povijest. Hrvatski institut za povijest. Zagreb. 43 (1): 73–106